# Гаузе Георгій Францович
Георгій Францович Гаузе (27 грудня 1910 р., Москва — 2 травня 1986 р., там само) — радянський мікробіолог, еволюціоніст, академік АМН СРСР, один з фундаторів екології.
Закінчив біологічне відділення фізико-математичного факультету Московського університету (1931). Працював там же до 1942р. Доктор біологічних наук (1935), професор (1940). З 1942р. завідувач лабораторії антибіотиків Інституту медичної паразитології і тропічної медицини Наркомздоров'я, з 1948 р. завідувач лабораторією антибіотиків АМН СРСР. З 1960 по 1986 р. — директор Інституту з вишукування нових антибіотиків АМН СРСР.
Найважливіші наукові праці присвячені екології та протозоології, а також пошуку антибіотиків і встановлення механізму їх дії. Підтвердив експериментально принцип конкурентного виключення (принцип Вольтерри — Гаузе, іноді закон Гаузе), згідно з яким два види не можуть стійко існувати в обмеженому просторі, якщо чисельність обох лімітована одним життєво важливим ресурсом. У 1934 р. опублікував у США англійською мовою книгу «Боротьба за існування» (The Struggle for Existence), що зробила великий вплив на розвиток екології. Виконав дослідження асиметрії протоплазми, розглядаючи її в аспекті біологічної еволюції. У 1942 р. разом з М. Г. Бражниковою отримав перший радянський антибіотик — граміцидин С. Отримав, досліджував і впровадив у виробництво ще кілька антибіотиків, у тому числі поліміцін (неоміцин), мономіцин, рістоміцин, геліоміцин, альбоміцин, лінкоміцин, протипухлинні антибіотики олівоміцин і рубоміцин. Розробляв класифікацію актиноміцетів — продуцентів антибіотиків.
Сталінська премія (1946, спільно з Марією Георгіївною Бражниковою, його дружиною) за відкриття граміцидину С. Член Польської академії наук (1967), член президії (з 1959) і віце-президент (з 1962) Міжнародного товариства хіміотерапії.
Ім'я Г. Ф. Гаузе носить Науково-дослідний інститут з вишукування нових антибіотиків РАМН в Москві  [Архівовано 4 березня 2016 у Wayback Machine.].

## Твори
- Gause G.F. The Struggle for Existence. Baltimore, 1934.
- Гаузе Г. Ф. О процессах уничтожения одного вида другим в популяциях инфузорий // Зоол. журн. — 1934. — Т. 13, вып. 1. — С. 18-26.
- Гаузе Г. Ф. Асимметрия протоплазмы. М.-Л.: Изд-во АН СССР, 1940.
- Гаузе Г. Ф. Лекарственные вещества микробов. М.-Л.: Изд-во АН СССР, 1946.
- Гаузе Г. Ф. Антибиотики и их лечебное применение.
- Гаузе Г. Ф. Лекции по антибиотикам. 3-е изд. М.: Изд-во АН СССР, 1958.
- Гаузе Г. Ф. Экология и некоторые проблемы происхождения видов. / В сб.: Экология и эволюционная теория. Л.: Наука, 1984.
- Гаузе Г. Ф., Дудник Ю. Ф. Противоопухолевые антибиотики. М.: Медицина, 1987.
- Гаузе Г. Ф. Борьба за существование. М.-Ижевск, 2002.

## Ресурси Інтернета
- Галл Я. М. Г. Ф. Гаузе
- The Struggle for Existence — російський переклад.

1. 1 2 3 4 5 6 7 8 9 10 11 12  Галл Я. М. Экология, теория эволюции и антибиотики: К столетию со дня рождения Г.Ф. Гаузе (1910–1986), Ecology, evolutionary theory and antibiotics: To the centenary celebration of G.F. Gause (1910–1986) // Историко-биологические исследования — 2010. — Т. 2, вып. 3. — С. 62–85. — ISSN 2076-8176; 2500-1221
2. 1 2  Колчинский Э. И. Реорганизационные пертурбации: историки биологии в БИНе в 1970-х гг., Challenges of Restructuring: Historians of Biology in the Komarov Botanical Institute in the 1970s // Историко-биологические исследования — 2014. — Т. 6, вып. 3. — С. 95–107. — ISSN 2076-8176; 2500-1221